# ضفيرة مشيموية
الضفيرة المشيموية (بالإنجليزية: Choroid plexus) هي ضفيرة من الخلايا التي تنتج السائل الدماغي الشوكي في بطينينات الدماغ، وتكون حاجز الدم-السائل الدماغي الشوكي

## التركيب

### الموقع
يوجد أربع ضفيائر مشيموية في الدماغ بعدد بطينات الدماغ (ضفيرة لكل بطين). وتوجد الضفيرة في جميع أجزاء البطين باستثناء المسال الدماغي، والقرن الأمامي والقذالي للبطينات الجانبية.

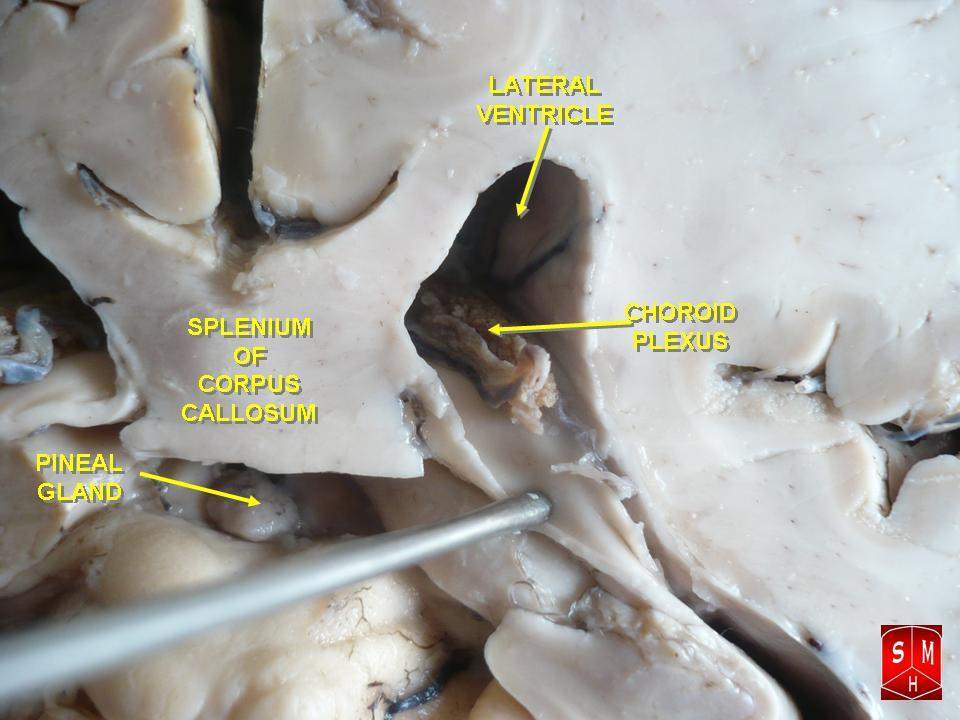
ضفيرة مشيموية

حيث تقع الضفيرة المشيموية في البطين الجانبي فقط في قرنه السًفلي، وتمرر عبر الثقبة بين البطينات لتصل إلى البطين الثالث، وتوجد ضفيرة البطين الرابع أسفل المخيخ.

### التشريح المجهري
تتكون الضفيرة المشيموية من طبقة من خلايا النسيج الطلائي المكعبة حول مركز منالشعيرات الدموية والأنسجة الضامة الرخوة. ويتصل نسيج الضفيرة الطلائي بطبقة خلايا البطانة العصبية التي تبطن البطينات، وخلايا النسيج الضفيرة المشيموية الطلائي ليس لها أهداب، لكنها على العكس من طبقة البطانة العصبية فإن لها موصلات مُحكمة بين خلاياها على الجانب المواجهة للبطين، وتمنع هذه الموصلات المحكمة غالبية المواد من النفاذ إلى السائل الدماغي النخاعي؛ وبالتالي تُمثل الضفيرة المشيموية حاجز بين الدم والسائل الدماغي الشوكي، وتطوى الضغيرة المشيموية من الزغب حول الشعيرات الدموية مما يخلق زوائد تبرز في تجويف البطينين، ويعمل هذا الزغب على زيادة مساحة سطح الضفيرة المشيموية بشكل كبير.يتكوّن السائل الدماغي الشوكي من ترشيح بلازما الدم عبر خلايا النسيج الطلائي، حيث تقوم هذه الخلايا بنقل أيونات الصوديوم بشكل نشط إلى البطين، وعند دخول الصوديوم، يتبعه دخول الماء نتيجة التدرج الاسموزي.

## الوظيفة
تتوسط الضفيرة المشيموية إنتاج السائل الدماغي الشوكي، والذي يعمل كنظام ترشيح يُسهل من إزالة النفايات الأيضية من الدماغ، وتبادل الجزيئات الحيوية والغرائب الحيوية داخل وخارج الدماغ. وبذلك تلعب الضفيرة المشيموية دورًا مهمًا للغاية في المساعدة على الحفاظ على بيئة ملائمة لعمل الدماغ على النحو الأمثل.
كما تُعتبر الضفيرة المشيموية أيضا مصدر رئيسي لإفراز الترانسفرين الذي يلعب دورا في أيض الحديد في الدماغ.

### حاجز الدم - السائل الدماغي الشوكي
حاجز الدم - السائل الدماغي النخاعي هو زوج من الأغشية التي تفصل بين الدم والسائل الدماغي الشوكي. ويحده عند الضفيرة المشيموية غشاء يتكون من خلايا طلائية وموصلات محكمة تربط بينها وحدود هذا الحاجز هي الأم العنكبوتي التي تغلف سطح الدماغ.
ويعمل هذا الحاجز (على غرار الحاجز الدموي الدماغي) على منع مرور معظم المواد التي ينقلها الدم إلى الدماغ مع السماح الانتقائي بمرور مواد محددة إلى الدماغ، وتسهيل إزالة نواتج أيض الدماغ إلى دم. وعلى الرغم من الوظيفة المماثلة بين كلا الحاجزين، فكل منهما يسهل نقل مواد مختلفة إلى الدماغ بسبب الخصائص الهيكلية المميزة بين نظامي الحاجزين.

## الأهمية السريرية

### كيس الضفيرة المشيموية
يتكون في بعض الأجنة أثناء تطورها أكياس الضفيرة المشيموية، ويمكن الكشف عن هذه الأكياس المملوءة بالسوائل عن طريق التصوير بالموجات فوق الصوتية خلال الأثلوث الثاني من الحمل، حيث تُعتبر هذه الأكياس شائعة نسبيا بمعدل انتشار ~ 1 ٪، وعادة ما تكون هذه الأكياس مشكلة وحيدة. كما أنها تختفي عادة في وقت لاحق أثناء الحمل، وعادة ما تكون غير ضارة، كما أنها ليس لها أي تأثير على نمو الرضع والطفولة المبكرة.
تضفي الأكياس المشيميوة 1% من خطر اختلال الصيغة الصبغية في الجنين. ويزداد خطر هذا الاختلال من 10.5% حتى 12% إذا ما وجدت عوامل خطر أخرى خلال إجراء الموجات فوق الصوتية، ولا يؤثر الحجم أو الموقع أو الاختفاء أو الزيادة أو وجودها في كلا الجانبين على خطر اختلال الصيغة الصبغية، وجدير بالذكر أن 44 - 50% من حالات متلازمة إدوارد (التثلث الصبغي 18) يُصاحبها أكياس مشيموية، ونفس الشيء في 1.4% من حالات متلازمة داون (التثلث الصبغي 21).

### آخرى
هناك ثلاثة أنواع متدرجة من أورام الضفيرة المشيموية التي تؤثر بشكل رئيسي على الأطفال الصغار، إلا أن هذه الأورام الخبيثة تكون نادرة.

## صور إضافية
- قسم الأكليلية من القرن السفلي من البطين الجانبي.
- نسيج المشيمية الضفيرة 40x
- الضفيرة المشيمية
- الضفيرة المشيمية